# Casablanca Driver
Pour plus de détails, voir Fiche technique et Distribution.
Casablanca Driver est un film français de Maurice Barthélemy sorti en 2004. Il s'agit de son premier long métrage.

## Synopsis
Casablanca Driver est le plus mauvais boxeur de son temps. Par un concours de circonstances, il se retrouve face au champion Jimmy La Renta. 
Le combat semble perdu d'avance mais pourtant…

## Fiche technique
- Titre : Casablanca Driver
- Réalisation : Maurice Barthélemy
- Producteur : Bruno Levy
- Coproducteur : Matthew Justice
- Budget : 4.74M€[1]
- Sociétés de production :
- Producteur délégué : Hubert Toint
- Décors : Sylvie Olivé
- Costumes : Anne Schotte
- Photographie : James Welland
- Montage : Fabrice Rouaud
- Musique : Loïc Dury, Philippe Avril et Christophe Minck
- Pays de production :  France
- Format : couleur - 1,85:1 - 35 mm - Technicolor
- Son : Dolby SR et DTS
- Genre : comédie
- Durée : 82 minutes
- Posproduction : Laboratoires Eclair
- Visa d'exploitation no 107 599
- Société de distribution : Mars Distribution (France) et StudioCanal (DVD)
- Date de sortie : 
  - France : 30 juin 2004
  - DVD : 7 février 2005
  - VOD : 30 juin 2004
- Box-office France : 31 190 entrées[2]

## Distribution
- Maurice Barthélemy : Casablanca Driver
- Isabelle Nanty : Léa Driver
- Dieudonné : Bob Wise, l'entraîneur
- Sam Karmann : Père adoptif de Casablanca Driver
- Chantal Lauby : Mère adoptive de Casablanca Driver
- Patrick Chesnais : Coll Murray, journaliste
- Jim Carter : Joe Matéo, agent
- Alain Chabat : Docteur Brenson
- Tom Novembre : L'homme au téléphone (La Mort)
- Christian Morin : Pete Davis, animateur du Chris'Morin show
- Pierre-François Martin-Laval : Le réparateur de télévision
- Élie Semoun : Monsieur X
- Marina Foïs : Sandy
- Lionel Abelanski : Georges Devulf, le journaliste du Courrier wallon
- Thierry Mercier : Kurt
- René Morard : Le prêtre
- Thomas M. Pollard : Max Schurch, l'agent de La Renta
- Stéphane De Groodt : Le patient no 1
- Jean-Paul Rouve : Guy, le coiffeur de Léa
- Dominique Farrugia : Walter Goudon, bookmaker
- Pascal Vincent : le déprimé no 3
- Élise Larnicol : Madame D'Orvier, mère du créateur de papier peint
- Plastic Bertrand : lui-même
- Dominique Rocheteau : lui-même

## Autour du film
- Bidets d'Or 2005 : Prix du Bidet d'Or du second rôle masculin pour Dieudonné
- Lieux de tournage : studios de Bry-sur-Marne